# Oxford Properties Group
Oxford Properties Group ist ein kanadisches Investor-, Bauträger- und Immobilienmanagement-Unternehmen mit Hauptsitz in Toronto, Ontario, Kanada. Das Unternehmen verfügt über 4,4 Millionen Quadratmeter Immobilienflächen für Gewerbliche und Privatzwecke im Portfolio. Mehr als die Hälfte der Mietflächen befinden sich in Toronto einige in den angrenzenden Vorstädten. Das Unternehmen verfügt über weitere Niederlassungen in New York und London. Das Unternehmen verfügt des Weiteren über ein halbes Dutzend Luxus Hotelgebäude der kanadischen Kette Fairmont Hotels and Resorts sowie Mietwohnungen mit mehr als 3.600 Wohneinheiten. Das Unternehmen wurde vom staatlichen kanadischen Pensionsfonds Ontario Municipal Employees’ Retirement System (OMERS) für 1,5 Milliarden Kanadische Dollar gekauft. 2003 ging das Unternehmen an die Börse. Der Sitz des Unternehmens befindet sich im Royal Bank Plaza.

## Portfolio
Das Unternehmen verfügt über ein Portfolio von Bürogebäuden, Einkaufszentren, Wohngebäuden, Hotelgebäuden und Fabrikanlagen. Oxford Properties ist teilweise Eigentümer der Gebäude und vermietet sie selbst oder verwaltet für andere Immobilienbesitzer. Des Weiteren ist das Unternehmen an einigen Bauprojekten beteiligt (Kleine Auflistung).: 
- Citigroup Place, Toronto
- 2 Bloor West, Toronto
- TD Canada Trust Tower, Toronto
- Sun Life Centre, Toronto
- Yorkdale Mall, Toronto
- Centennial Place, Calgary
- Canterra Tower, Calgary
- Ernst & Young Tower, Calgary
- TD Tower, Edmonton
- Watermark Place, London, Großbritannien
- The Leadenhall Building, London, Großbritannien
- Olympic Tower, New York City, USA
- Hudson Yards, New York City, USA
- Sony Center, Berlin, Deutschland

## Galerie

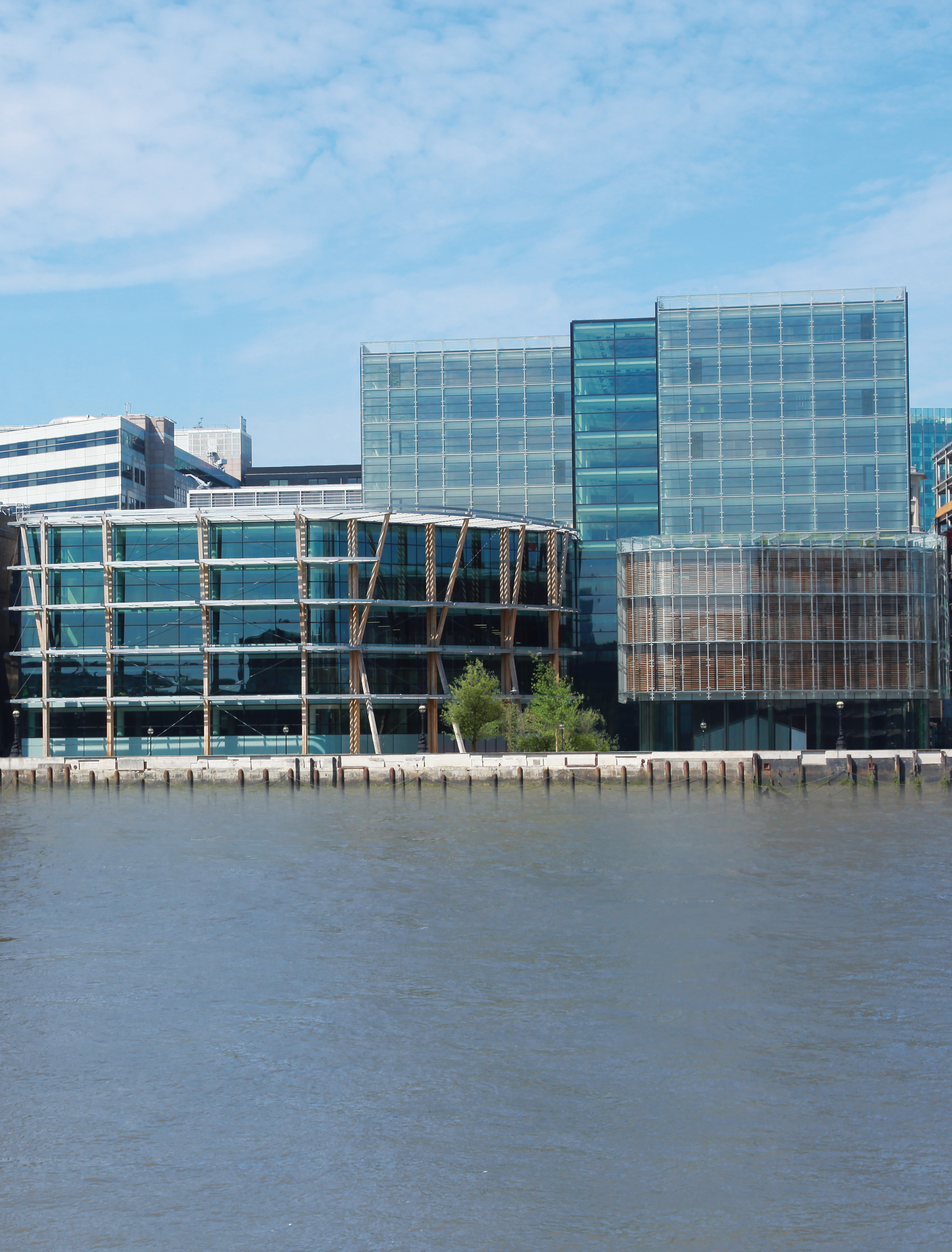
Watermark Place, London
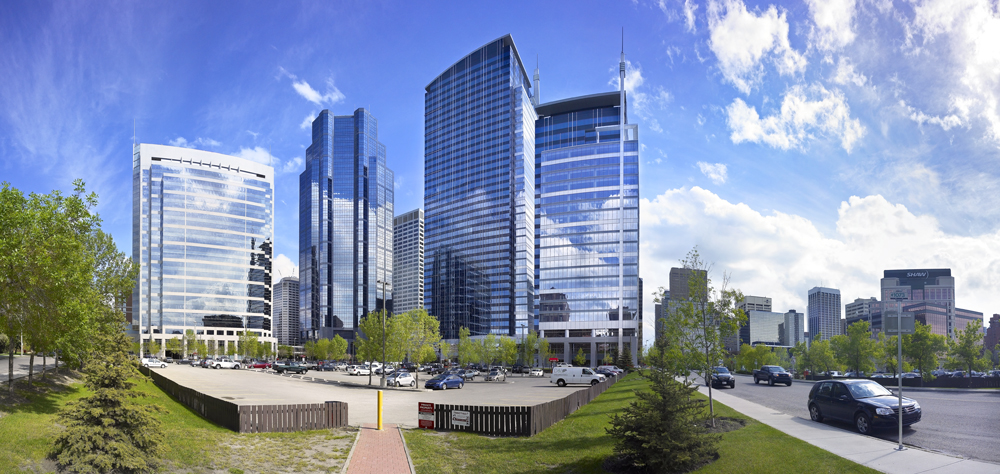
Oxford Buildings in Calgary
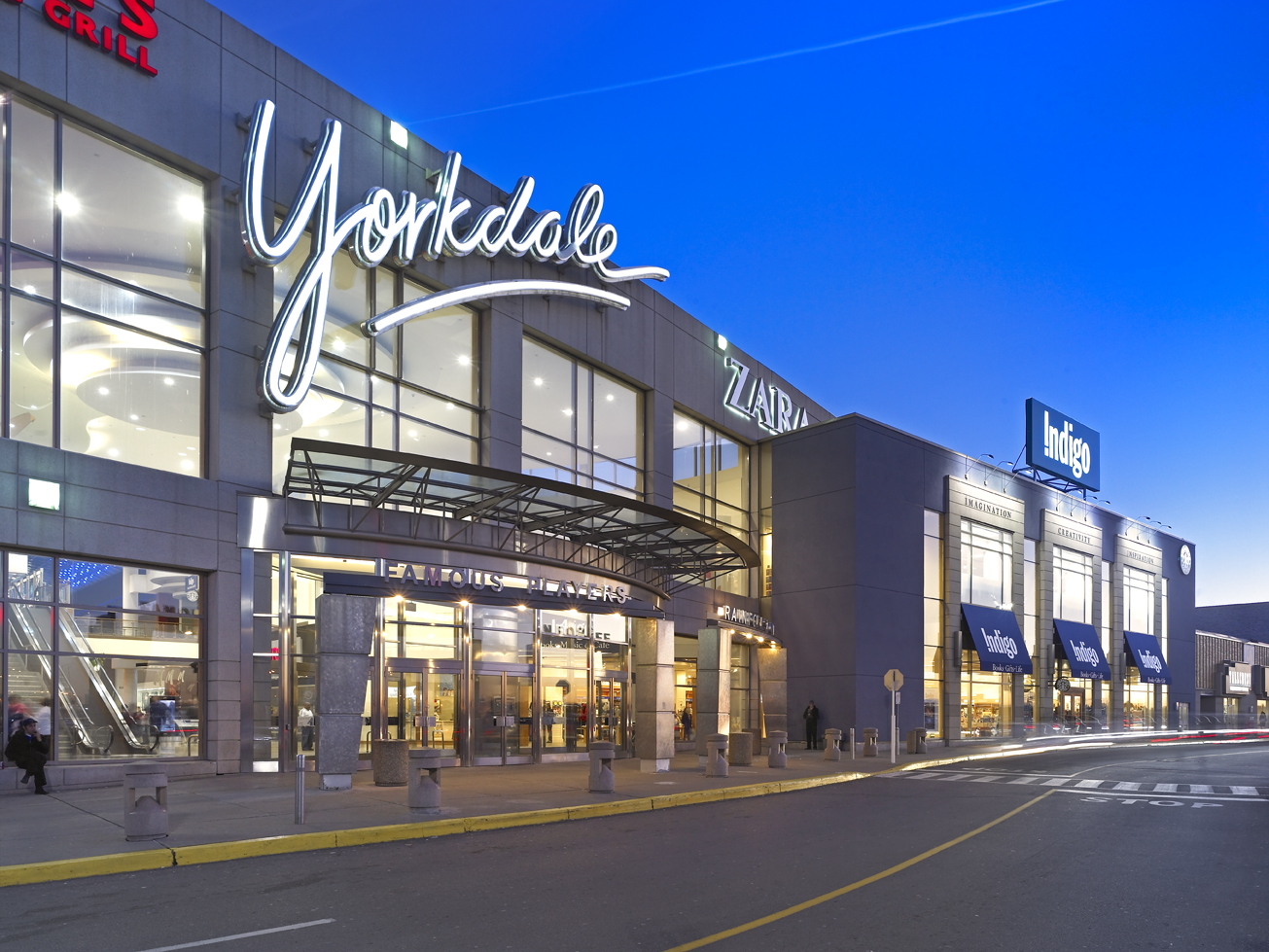
Yorkdale Mall in Toronto
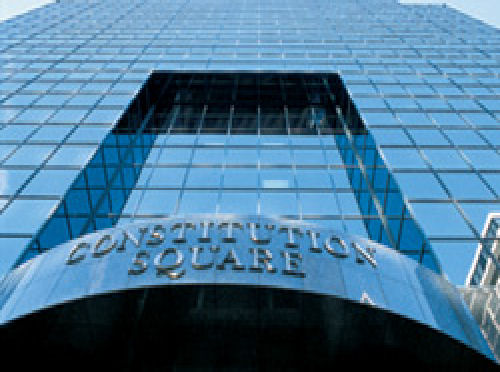
Constitution square in Ottawa